# Címbal hongarès

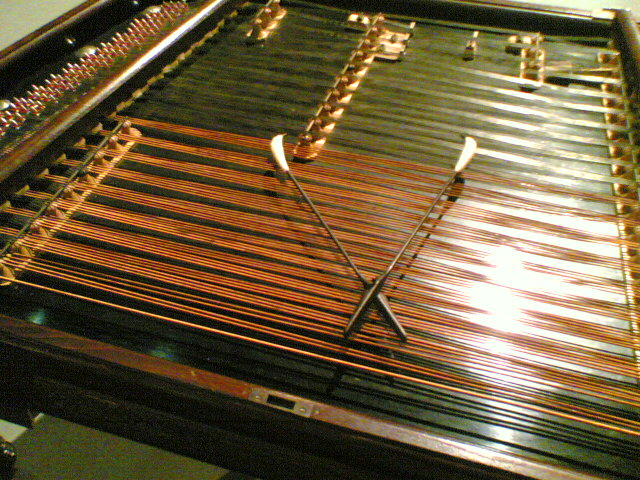
címbal hongarès.

El címbal hongarès, també conegut com a címbal, és un instrument musical que té un origen una mica incert. Es creu que el poble gitano el va portar a Europa oriental aproximadament al segle xiii. És molt utilitzat en la música de països com Hongria, Romania, Eslovàquia, Ucraïna, etc., I en la música persa iraniana, on se'l coneix com a santur. És un instrument de corda, i es toca amb un parell de malls en ambdues mans, colpejant les cordes per fer-les sonar. És una espècie de salteri però de major grandària, encara que també n'hi ha portàtils.

## Història
La primera representació d'un cordòfon de percussió simple que es categoritza com un dulcémele de malls pot trobar-se en el baix relleu assiri en Kyindjuk, aproximadament per l'any 3500 aC. Pobles de tota la Mediterrània han utilitzat aquest instrument, igual que molts pobles a Àsia, però l'han anomenat amb noms diferents.
El mall del dulcémele folklòric va ser pres per V. Josef Schunda, un expert fabricant de pianos que vivia i treballava en Pest, Hongria, com a base per a un címbal de concert, i va idear la producció en sèrie el 1874. El primer llibre de text per a aquest instrument va ser publicat per Geza Allagen, un membre de l'orquestra de la Reial Òpera hongaresa el 1889.
L'instrument es va fer popular a l'Imperi Austrohongarès i va ser utilitzat per tots els grups ètnics al país, incloent jueus klezmorim, així com els músics eslaus i magiars (hongaresos), i els romanís (gitanos) i els músics lautari (lăutari). L'ús d'aquest instrument es va estendre a la fi del segle xix i va substituir la Kobza en els conjunts folklòrics romanesos i moldaus. En Valàquia s'utilitza gairebé com un instrument de percussió. En Transsilvània i el Banat, l'estil de tocar-lo és més tonal, amb arpegis pesants.